# Polyboroides typus
Lo sparviero serpentario africano (Polyboroides typus A. Smith, 1829) è una specie di uccello della famiglia degli Accipitridi originario dell'Africa subsahariana.

## Descrizione

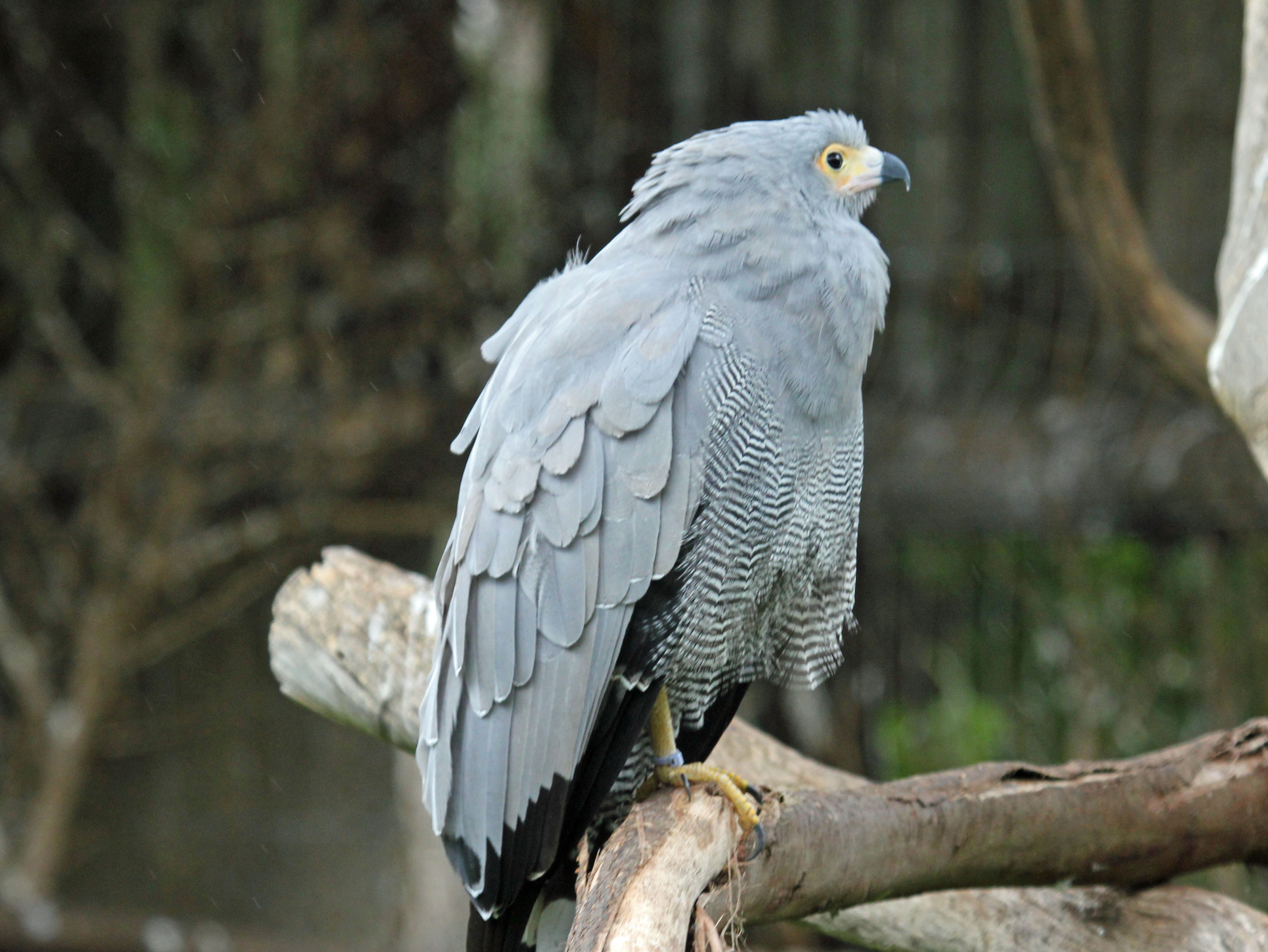
Esemplare adulto.

Rapace di dimensioni abbastanza grandi (65 cm) ma di costituzione relativamente leggera (500-950 g), lo sparviero serpentario africano ha una caratteristica testa piccola e appuntita, con una chiazza di pelle nuda gialla sulla faccia che diventa rossa quando l'uccello è eccitato. Sulla sommità del capo è presente una cresta di penne, che può essere sollevata o abbassata. Il piumaggio è prevalentemente grigio, con una nitida serie di striature bianche e nere su addome e cosce, tuttavia assenti in alcuni individui. Le ali sono lunghe e arrotondate, con remiganti dalle caratteristiche estremità nere, e la coda è nera e relativamente lunga, con una fascia centrale bianca o grigia. Maschi e femmine hanno aspetto simile, sebbene la femmina possa essere leggermente più grande del maschio, mentre i giovani presentano piumaggio marrone, pelle glabra facciale di colore nerastro, coda marrone con quattro strisce più scure, e una quantità variabile di barre o striature biancastre, bruno-rossastre o scure sull'addome. La specie indossa il piumaggio tipico degli adulti solo a partire dal terzo anno di età.
Vengono riconosciute due sottospecie di sparviero serpentario africano: P. t. typus e P. t. pectoralis; quest'ultima è più piccola e più scura, e presenta un numero maggiore di striature sulle regioni inferiori. Lo sparviero serpentario africano è un uccello piuttosto silenzioso, ma durante la stagione riproduttiva emette un lungo e lamentoso su-eeeeee-oo, nonché un acuto hweep-hweek-hweep quando è in prossimità del nido.

## Distribuzione e habitat

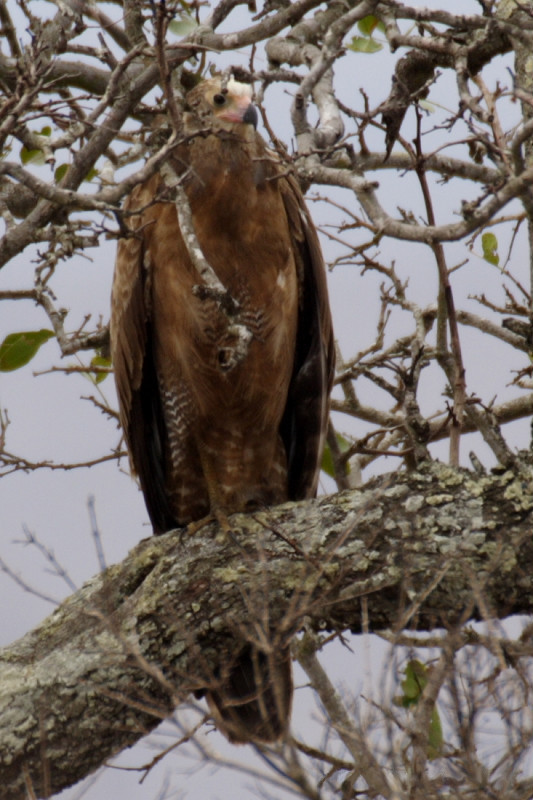
Esemplare giovane.

Lo sparviero serpentario africano è largamente distribuito in tutta l'Africa subsahariana, dal Senegal fino a Sudan, Eritrea ed Etiopia a est, e al Sudafrica a sud, nonché sull'isola di Pemba. P. t. pectoralis si incontra dal Senegal al Sudan occidentale, e fino ad Angola e Repubblica Democratica del Congo a sud, mentre P. t. typus ha una distribuzione più orientale e meridionale, essendo presente da Sudan orientale ed Eritrea, attraverso Africa orientale, Repubblica Democratica del Congo orientale e Angola, fino al Sudafrica a sud. Sebbene sia specie stanziale in molte aree, lo sparviero serpentario africano può effettuare alcuni movimenti stagionali in alcune regioni dell'Africa occidentale e può avere un comportamento nomade in zone dell'Africa meridionale.
Abita soprattutto foreste, aree boschive, savane alberate, zone di alta vegetazione ripariale e gole boscose, fino ad altitudini di circa 3000 metri. Nelle aree in cui la foresta si estende continua su vaste aree, lo sparviero serpentario africano si incontra generalmente al limitare della foresta, nelle radure o in prossimità dei fiumi, e si adatta anche facilmente alle aree parzialmente deforestate e alle piantagioni, in particolare ai boschetti di alberi di eucalipto. Nelle zone collinari o montuose la specie si associa spesso alle falesie, sebbene possa vivere anche in distese pianeggianti.

## Biologia

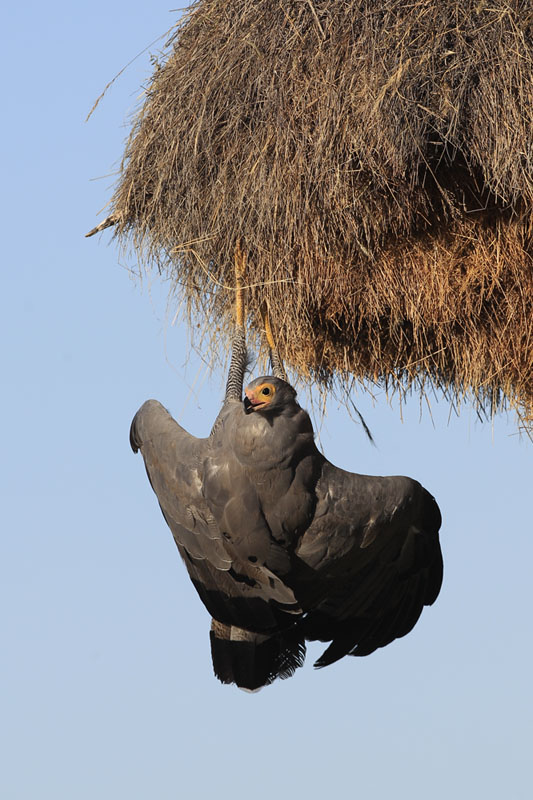
Esemplare fa razzia in un nido di tessitori nel parco nazionale di Etosha.

### Alimentazione
La dieta dello sparviero serpentario africano è piuttosto varia, e comprende piccoli mammiferi come roditori e pipistrelli, nonché uccelli, uova e nidiacei, lucertole, anfibi e insetti. Occasionalmente può mangiare anche pesci arenati o carogne, e nell'Africa occidentale spesso si nutre dei frutti di palma da olio. Nonostante possa andare a caccia sorvolando la vegetazione a bassa quota od osservando una possibile preda dal posatoio, lo sparviero serpentario africano è noto per l'abitudine di andare attivamente in cerca di preda negli alberi, nei nidi, nelle fenditure della roccia, e di portare allo scoperto animali nascosti nel terreno. Spesso può essere visto arrampicarsi e dondolare dai rami degli alberi, correre sui tronchi sbattendo le ali, o penzolare dal fogliame o dai nidi di uccelli mentre è in cerca di cibo. Una caratteristica unica degli sparvieri serpentari è la sorprendente flessibilità delle zampe e dei piedi, e le lunghe zampe gialle e i piccoli piedi dello sparviero serpentario africano sono in grado di piegarsi sia in avanti che all'indietro effettuando grandi angoli, consentendo all'uccello di frugare nei nidi, nelle cavità e nelle fenditure per estrarre prede altrimenti inaccessibili.

### Riproduzione
La stagione riproduttiva dello sparviero serpentario africano varia da una località all'altra. Durante il corteggiamento, il maschio effettua un lento volo circolare rituale, e, una volta raggiunto dalla femmina, entrambi possono procedere insieme, con la femmina capovolta, talvolta unendo per brevi attimi gli artigli a mezz'aria. Il nido, generalmente piuttosto grande, viene costruito con ramoscelli, su un albero o una falesia, e foderato con alcune foglie verdi sparse. Vengono deposte da una a tre uova, che si schiudono dopo circa 35 giorni di incubazione. I pulcini più anziani spesso uccidono quelli più giovani poco dopo la schiusa, e di solito solo uno o, talvolta, due pulcini vengono allevati dai genitori; questi si involano dopo 45-55 giorni.

## Tassonomia
Attualmente vengono riconosciute 2 sottospecie di sparviero serpentario africano:
- P. t. typus A. Smith, 1829 (da Sudan ad Africa orientale, fino ad Angola e Sudafrica a sud);
- P. t. pectoralis Sharpe, 1903 (da Senegal e Gambia fino a Gabon e Repubblica Democratica del Congo).